# David Grimal
Pour les articles homonymes, voir Grimal.
David Grimal, né le 9 février 1973 à Châtenay-Malabry, est un violoniste français.

## Biographie
David Grimal est le fils de Nicolas Grimal, le petit-fils de Pierre Grimal et le frère d'Alexandra Grimal.

## Formation
Après le Conservatoire national supérieur de musique et de danse de Paris, où il travaille avec Régis Pasquier, David Grimal bénéficie des conseils d'artistes prestigieux, tels que Shlomo Mintz ou Isaac Stern, passe un an à Sciences-Po Paris, puis fait la rencontre, décisive, de Philippe Hirschhorn.

## Carrière
Violoniste autant investi dans le répertoire soliste que chambriste, David Grimal mène une carrière internationale de violoniste soliste qui le conduit depuis vingt ans à jouer régulièrement sur les plus grandes scènes de musique classique du monde et avec de prestigieux orchestres (Orchestre de Paris, Orchestre philharmonique de Radio France, Orchestre national de Russie, Orchestre national de Lyon, New Japan Philharmonic, Orchestre de l'Opéra de Lyon Orchestre du Mozarteum de Salzbourg, Orchestre symphonique de Jérusalem ou Sinfonia Varsovia, sous la direction de Christoph Eschenbach, Michel Plasson, Michael Schønwandt, Péter Csaba, Heinrich Schiff, Lawrence Foster, Emmanuel Krivine, Mikhaïl Pletnev, Rafael Frühbeck de Burgos, Peter Eötvös, etc.).
De nombreux compositeurs lui ont dédié leurs œuvres, parmi lesquels Marc-André Dalbavie, Brice Pauset, Thierry Escaich, Jean-François Zygel, Alexandre Gasparov, Victor Kissine, Fuminori Tanada, Ivan Fedele, Philippe Hersant, Anders Hillborg, Oscar Bianchi, Guillaume Connesson, Frédéric Verrières, Richard Dubugnon et Éric Montalbetti.
Chambriste recherché, David Grimal est l’invité des plus grands festivals internationaux et se produire régulièrement en trio avec piano en compagnie de Philippe Cassard et Anne Gastinel.
Comme un prolongement naturel à ce désir de partage, il a également créé « L’Autre Saison », une saison de concerts au profit des sans-abris à Paris. David Grimal a été fait chevalier des Arts et des Lettres en 2008 par le ministère de la Culture français. David Grimal enseigne le violon à la Musikhochshule de Sarrebruck. Il joue avec le Stradivarius « Ex-Roederer » de 1710 avec des archets de Pierre Tourte, Léonard et François-Xavier Tourte et Pierre Grunberger.
David Grimal a enregistré pour les labels EMI, Harmonia Mundi, Aeon, Naïve, Transart, Dissonances Records et La Dolce Volta. Ses enregistrements ont reçu les éloges de la presse : BBC choice, Choc de l’année Classica, Arte selection, ffff Telerama, etc..

## Les Dissonances
En marge de sa carrière de soliste, David Grimal a souhaité s’investir dans des projets plus personnels. L’espace de liberté qu’il a créé avec Les Dissonances lui permet de développer son univers intérieur en explorant d’autres répertoires, qui ont déjà fait l’objet de quatre enregistrements : Métamorphoses (Strauss / Schoenberg), 2007 (Naïve-Ambroisie) - ƒƒƒƒ de Télérama, BBC Music Choice, Arte Sélection ; Beethoven, Concerto pour violon et Symphonie no 7, 2010 (Aparté) - ƒƒƒƒ Télérama, Sélection 2010 du Monde) ; Les Quatre Saisons de Vivaldi et de Piazzolla, 2011 (Aparté) ; Beethoven, Symphonie no 5, 2011 (Aparté) - ƒƒƒƒ Télérama. Paraîtront prochainement trois enregistrements avec Les Dissonances : « Est-Ouest » / Beethoven#2-#3 / Brahms - Concerto pour violon et 4e symphonie.
Sous l'égide des Dissonances, il a également créé « L’Autre saison », une saison de concerts en faveur des sans-abris, en l'église Saint-Leu-Saint-Gilles à Paris.
David Grimal est artiste en résidence à l'Opéra de Dijon depuis 2008.

## Direction artistique
Inspiré de son expérience avec Les Dissonances, David Grimal développe des projets en direction artistique auprès d’autres orchestres et formations constituées.
Le travail sans chef d’orchestre implique un engagement de chaque musicien. La direction artistique impulsée par David Grimal vise à créer les conditions du travail collectif, libérer le geste artistique et permettre à chacun d’apporter sa pierre à l’édifice musical. David Grimal est invité à la fois comme soliste et directeur artistique par de nombreux orchestres : Budapesti Vonosok, Anima Chamber Orchestra, Sinfonietta Cracovia, Moscow Chamber Orchestra, Orquesta Sinfónica de Galicia, Orchestra Sinfonica de Murcia, Bilbao Orkestra Sinfonikoa, Orchestre de l’Opéra national de Lorraine, Orchestre National de Metz Grand Est, Orchestre Philharmonique de Strasbourg, Taipei Symphony Orchestra, etc..

## Enseignement
Il enseigne le violon à la Musikhochschule de Sarrebruck en Allemagne, donne de nombreuses masterclasses et a été membre du jury du Concours international Long-Thibaud à Paris en 2010.
Il participe à l’élaboration du rapport Lockwood, remis en juin 2016.

## Décoration
- Chevalier de l'ordre des Arts et des Lettres, 2008

## Instrument
Il joue sur un Stradivarius, le « ex-Roederer » de 1710, ainsi que sur un violon réalisé pour lui par le luthier français Jacques Fustier, le « Don Quichotte ».